# Муса из циркуса
„Муса из циркуса” је југословенски ТВ филм из 1972. године. Режирао га је Владимир Манојловић који је написао и сценарио.

## Улоге
| Глумац                 | Улога |
| ---------------------- | ----- |
| Александар Гаврић      |       |
| Милан Лане Гутовић     |       |
| Бранислав Цига Јеринић |       |
| Петар Краљ             |       |
| Никола Милић           |       |
| Ружица Сокић           |       |
| Олга Спиридоновић      |       |